# 句芒
句芒（こうぼう）は、中国神話の神。

## 概説
少昊の子で、伏羲を補佐していた東の神であり、木と春をつかさどる神とされている。